# Güssing

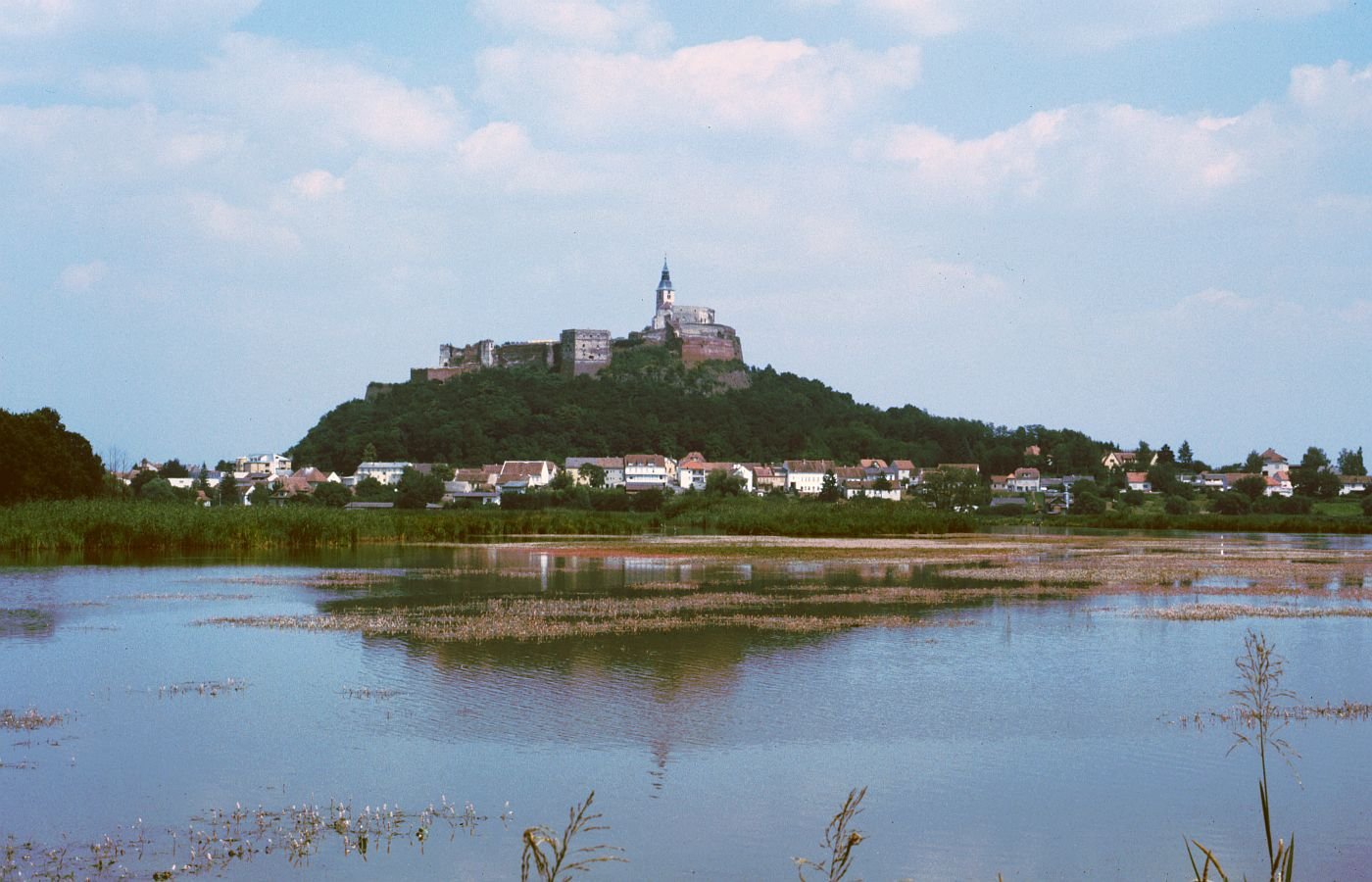
Borgen Güssing

Güssing (ungerska: Németjúvár, kroatiska: Novigrad) är en stadskommun i det österrikiska förbundslandet Burgenland. Güssing, som är distriktshuvudort, ligger i södra Burgenland.

## Historia
1157 omnämns en borg på berget "Quizun", en slocknad vulkan. Borgen som var byggd av trä dominerade den omliggande regionen och hade stor strategisk betydelse som ungersk gränsborg. Vid fästningsbergets fot uppkom ett litet samhälle som blev "civitas" 1427. 1524 kom Güssing med omnejd i grevliga ättens Batthyánys ägo. Två år senare dog den ungerska kungen i slaget vid Mohács och stora delar av Ungern kontrollerades därefter av det Osmanska riket. Fästningen och orten ingick i habsburgarnas försvarsbälte mot det Osmanska riket och byggdes ut. 1619 var staden omgiven av en ringmur.
Güssing tillhörde Ungern fram till 1921, då Burgenland kom att tillhöra Österrike. 1973 blev Güssing stad.

## Historiska byggnader
- Borgen
- Klostret
- Slottet Draskovich, ett klassicistisk slott byggd 1804
- Gamla kyrkan, en liten romansk kyrka från början av 1200-talet

## Orter
Kommunen består av sex orter  (Ortschaften) (inom parentes invånarantal 1 januari 2024):
- Glasing (118)
- Güssing (2 646)
- Krottendorf (215)
- Sankt Nikolaus (201)
- Steingraben (178)
- Urbersdorf (232)

## Näringsliv
I Güssing dominerar tjänstesektorn. 
På 1990-talet byggdes ett teknologicentrum med fokus på förnyelsebar energi vilket visade sig vara mycket framgångsrikt. Det skapades inte bara 1 000 nya arbetstillfällen, Güssing kunde även ta emot det österrikiska innovationspriset 2004.

## Kommunikationer
Güssing ligger vid riksvägen B57.

## Vänorter
- Nijlen (Holland)